# اندیس سنگ تزئینی (مرمریت گوهره خرم‌آباد) بزآب
سنگ تزئینی (مرمریت گوهره خرم آباد) بزآب یک اندیس مصالح ساختمانی است که در حوالی شهر کوه دشت استان لرستان قرار دارد و مادهٔ معدنی موجود در آن، سنگ تزئینی است.سنگ میزبان این اندیس سنگ آهک دولومیتی است و دیرینگی آن به دوران الیگومیوسن می‌رسد. 